# Palicourea lancigera
Palicourea lancigera är en måreväxtart som först beskrevs av Paul Carpenter Standley, och fick sitt nu gällande namn av Julian Alfred Steyermark. Palicourea lancigera ingår i släktet Palicourea och familjen måreväxter. Inga underarter finns listade i Catalogue of Life.